# Nomioides socotranus
Nomioides socotranus är en biart som beskrevs av Blüthgen 1925. Nomioides socotranus ingår i släktet Nomioides och familjen vägbin. Inga underarter finns listade i Catalogue of Life.